# Antoine Marfan
Antoine Bernard-Jean Marfan (ur. 23 czerwca 1858 w Castelnaudary, zm. 10 lutego 1942 w Paryżu) – francuski lekarz pediatra.
Studia medyczne rozpoczął w Tuluzie, a po dwóch latach przeniósł się do Paryża. Choć jego studia przerwała służba wojskowa, ukończył je w roku 1886. W roku 1914 został profesorem higieny dziecięcej w klinice pediatrycznej Uniwersytetu Paryskiego.
W roku 1896 opisał dziedziczne schorzenie tkanki łącznej, które od jego nazwiska zostało nazwane zespołem Marfana.
Zajmował się głównie zagadnieniami związanymi z gruźlicą, żywieniem i błonicą u dzieci.

## Wybrane prace
- Traité de l’allaitement et de l’alimentation des enfants du premier âge. Paryż, 1899; 4th ed., 1930.
- Leçons cliniques sur la diphtérie et quelques maladies des premières voies. Paryż, 1905.
- Les vomissements périodiques avec acétonémie. Paryż, 1921; 2nd ed., 1926.
- Les affections des voies digestives dans la première enfance. Paryż, 1923; 2nd ed., 1930.
- Pratique des maladies des enfants. Z Jeanem Andérodiasem i Jeanem René Cruchetem, Paryż, 1923.
- Clinique des maladies de la première enfance. 2 vol,. 1928-1930.
- Troubles et lesions gastriques dans la phthisie pulmonaire. Paryż, 1867.
- Maladies des voies respiratoire.[w:] Jean-Martin Charcot, Charles-Joseph Bouchard, Édouard Brissaud et al. (red.) Traité de Médecine; Paryż, 1892.
- Un cas de déformation congénitgale des quatres membres, plus prononcée aux extremités, caractérisée par l'allongement des os avec un certain degré d'amincissiment. Bulletins et memoires de la Société medicale des hôpitaux de Paris, 1896, 13: 220-228.
- Infant feeding and nutrition. 1899